# Broken-Hearted Girl
„Broken-Hearted Girl” (în limba română: „Fata cu inima frântă”) este un cântec al interpretei americane Beyoncé. Acesta a fost compus de artistă în colaborare cu echipa de producători de origine norvegiană Stargate și inclus pe cel de-al treilea material discografic de studio al solistei, I Am... Sasha Fierce. „Broken-Hearted Girl” se găsește pe primul disc al albumului, fiind lansat ca cel de-al șaptelea extras pe single al albumului în Statele Unite ale Americii și cel de-al cincilea la nivel mondial.
Compoziția este considerată de Digital Spy „o baladă clasică, bine construită”, criticul Mayer Nissim felicitând-o pe Knowles interpretare, acesta fiind „încă o dovadă în plus a faptului că Beyoncé este una dintre cele mai bune cântărețe pop ale generației sale”. Percepția asupra videoclipului de care a beneficiat cântecul a fost împărțită. În timp ce Female First a complimentat prestația artistei, BlackBookMag.com consideră materialul cel mai slab videoclip promoțional de care beneficiază un single al materialului I Am... Sasha Fierce.
Programată inițial pentru o lansare ca cel de-al șaselea single al materialului, înregistrarea a fost înlocuită de compoziția „Sweet Dreams”, ce a devenit un succes la nivel mondial. Discurile single ce conțin „Broken-Hearted Girl” au fost distribuite în Europa începând toamna anului 2009, ele fiind lansate anterior în Australia, regiune unde cântecul a ocupat locul 14.

## Informații generale
Inițial, înregistrarea a fost anunțată ca fiind cel de-al șaselea single al albumului în Statele Unite ale Americii și cel de-al patrulea la nivel mondial, însă ea a fost înlocuită în această postură de către piesa „Sweet Dreams”. „Broken-Hearted Girl” se dorea a fi lansată în paralel cu „Ego”, prima înregistrare fiind oferită spre promovare posturilor de radio pop, în timp ce ultimul a fost propus celor ce difuzează muzică R&B și hip-hop.
Ulterior, odată cu lansarea unei ediții reeditate a albumului I Am... Sasha Fierce, a început campania de promovare a discului single „Broken-Hearted Girl”, cel de-al șaptelea single al albumului în S.U.A. și cel de-al cincilea la nivel internațional. Pentru început cântecul a început să fie promovat doar în Australia, mai târziu fiind anunțate datele în care piesa va fi lansată în Europa. Cântecul a fost inclus pe lista interpretărilor din cadrul turneului mondial I Am... Tour susținut de Knowles pe durata anului 2009.

## Structura muzicală și versuri
„Broken-Hearted Girl” este o piesă ce se încadrează în genul muzical rhythm and blues, fiind scrisă într-o tonalitate majoră. Linia melodică nu conține secțiuni instrumentale lungi, făcându-se apel și la orchestrele de coarde. Vocea principală este asigurată de mezzo–soprana Beyoncé Knowles, interpretarea artistei fiind una emoționantă. De asemenea, sunt incluse ritmuri de pian acustic.
Conform lui Knowles, cântecul „face referire la temerile dintr-o relație, frica de a fi rănit. Acest lucru nu se datorează faptului că persoana iubită te rănește, dar întotdeauna ai îndoiala că tu te dedici întru totul și nu te protejezi, astfel ai putea să fi rănit”. Compoziția se structurează pe trei strofe și un refren, primele două strofe fiind mai lungi decât ultima.

## Recenzii
„Broken-Hearted Girl” a primit în general recenzii pozitive din partea criticilor muzicali de specialitate. Publicația britanică Female First este de părere că „[Beyoncé] își reține puțin vocea de «divă» pe acest single, dar acest lucru chiar funcționează deoarece face versurile mult mai credibile. Cu toții ne putem regăsi în versurile cântecului și dacă asculți ce spunea ea te vei simți destul de trist [...] [cântecul] Este foarte simplu și foarte cinstit [...] de aceea ea este una dintre cele mai bune cântărețe din industrie”. Mayer Nissim de la Digital Spy afirmă faptul că „în lumea schimbătoare a muzicii pop contemporane este important să le amintești oamenilor că încă ești prin apropiere și păstrând asta în minte, Beyoncé mai lansează o piesă de pe albumul său I Am... Sasha Fierce [...] cântecul în sine? [...] este încă o baladă clasică, bine construită. Din nefericire, nu posedă magnetismul celor mai bune înregistrări ale sale, precum «Crazy in Love» sau «If I Were a Boy» și încă prezentele șlagăre Destiny's Child din erele Writing's On The Wall/Survivor. Cu toate acestea, interpretarea plină de emoție este încă o dovadă în plus a faptului că Beyoncé este una dintre cele mai bune cântărețe pop ale generației sale”. Planet Urban consideră faptul că „discul single este destul de trist în mai multe feluri. Cu același sound și cu un pian pe fundal, piesa este pur și simplu o continuare a lui «Halo»”. De asemenea, în timp ce Fraser McAlpine, de la BBC Music oferă cântecului patru puncte dintr-un total de cinci, PopMatters consideră că interpretarea compoziției „Broken-Hearted Girl” aduce cu Celine Dion.
Mai puțin impresionat de cântec s-a declarat Michaelangelo Matos, de la publicația The Onion/A.V. Club, care susține faptul că înregistrarea „sună neterminată”. De asemenea, Jessica Suarez, de la Paste Magazine este de părere că „piese precum «Disappear» sau «Broken-Hearted Girl» fac ca vocea sa poruncitoare să sune neobișnuit de subțire”.

## Ordinea pieselor pe disc
| Nr.                                                                 | Titlul                    | Durată |
| ------------------------------------------------------------------- | ------------------------- | ------ |
| Disc single distribuit în Australia                                 |                           |        |
| 1.                                                                  | „Broken-Hearted Girl” [A] | 4:39   |
| 2.                                                                  | „Broken-Hearted Girl” [B] | 4:46   |
| Descărcare digitală distribuită în Franța, Germania și Regatul Unit |                           |        |
| 1.                                                                  | „Broken-Hearted Girl” [A] | 4:39   |
| 2.                                                                  | „Broken-Hearted Girl” [C] | 3:29   |
| Disc single distribuit în Regatul Unit                              |                           |        |
| 1.                                                                  | „Broken-Hearted Girl” [A] | 4:39   |
| 2.                                                                  | „Broken-Hearted Girl” [C] | 3:29   |
| Disc single distribuit în Germania                                  |                           |        |
| 1.                                                                  | „Broken-Hearted Girl” [A] | 4:39   |
| 2.                                                                  | „Video Phone” [D]         | 5:04   |

| Nr.                                 | Titlul                    | Durată |
| ----------------------------------- | ------------------------- | ------ |
| EP digital distribuit în Franța     |                           |        |
| 1.                                  | „Broken-Hearted Girl” [E] | 4:31   |
| 2.                                  | „Broken-Hearted Girl” [F] | 6:48   |
| 3.                                  | „Broken-Hearted Girl” [G] | 4:39   |
| 4.                                  | „Broken-Hearted Girl” [H] | 3:29   |
| 5.                                  | „Broken-Hearted Girl” [H] | 4:39   |
| 6.                                  | „Broken-Hearted Girl” [J] | 3:29   |
| Single digital distribuit în Franța |                           |        |
| 1.                                  | „Broken-Hearted Girl” [A] | 4:39   |
| 2.                                  | „Video Phone” [D]         | 5:04   |
| 3.                                  | „Poision” [K]             | 4:04   |

Specificații
| - A ^ Versiunea de pe albumul părinte I Am... Sasha Fierce. - B ^ Remix „Catalyst”. - C ^ Editare radio realizată de Alan Braxe. - D ^ Remix „Extended Remix” realizat în colaborare cu Lady GaGa pentru piesa „Video Phone”. - E ^ Remix realizat de Gareth Wyn (versiunea 1). - F ^ Remix realizat de Gareth Wyn (versiunea 2). | - G ^ Remix realizat de Alan Braxe. - H ^ Remix „Dub Remix” realizat de Alan Braxe. - I ^ Remix realizat de Olli Collins și Fred Portelli. - J ^ Editrare radio. - K ^ „Poision” - versiune aflată de ediția reeditată a albumului I Am... Sasha Fierce lansată în S.U.A.. |

## Videoclip

Beyoncé în trei ipostaze diferite din videoclipul cântecului „Broken-Hearted Girl”. În timp ce primul cadru prezintă imaginea „fetei cu inima frântă”, cel din mijloc reprezintă locul în care se petrece aproape întrgeul videoclip. Spre final se introduc scene color.

Videoclipul cântecului „Broken-Hearted Girl” a fost lansat pe data de 16 iunie 2009, el fiind disponibil pe materialul Above and Beyoncé. Premiera televizată în Regatul Unit a avut loc pe data de 19 septembrie 2009, producția fiind regizată de Sophie Muller, cu care Knowles lucrase anterior la videoclipurilor cântecelor „Déjà Vu” și „Ring the Alarm”.
Pelicula începe cu prezentarea lui Knowles într-o mașină unde se află după o ceartă cu persoana iubită. La scurt timp sunt prezentate în paralel scene în care ea se îndreaptă spre o mare și imagini în care ea este surprinsă în compania unui bărbat, aceste cadre constituind amintirile sale. Aspecte evidențiate în prima jumătate a videoclipului sunt prezentate în totalitate în alb și negru. În cea de-a doua parte, producția începe prezinte scene colorate, artista interpreta fiind surprinsă într-o rochie verde și reasamblând un trandafir rupt anterior, ea rearanjând petalele acestuia. În final, Knowles este afișată în timp ce își șterge lacrimile, zâmbește și părăsește locul în care se afla de la începutul videoclipului.
Despre scenariul videoclipului artista a declarat următoarele: „Povestea videoclipului este că eu ajung pe plajă, lăsându-mi în urmă iubitul cu care tocmai am avut o ceartă și am nevoie să îmi pun gândurile în ordine, un lucru pe care cu toții îl facem câteodată. [...] Eu încep să merg pe plajă și ajung la concluzia că iubitul meu este un bărbat bun și nu voi fi o fată cu inima frântă.”
Percepția asupra materialului a fost împărțită. Female First susține faptul că „videoclipul este filmat pe o plajă și ea [Beyoncé] arată adorabilă și elegantă. Nu e ca un videoclip al lui Paris Hilton pe plajă”. Mai puțin impresionat de producție s-a arătat website-ul BlackBook.com, el considerând „Broken-Hearted Girl” cel mai slab videoclip realizat pentru un cântec de pe albumul I Am... Sasha Fierce, obținând doar trei puncte dintr-un total de zece. În afara acestui aspect, editorii articolului sunt de părere că „este cea mai neinspirată folosire a unei plaje de după videoclipul «Higher» al lui Heidi Pratt”. Examiner.com admiră înfățișarea lui Knowles în imagini, însă își exprimă nemulțumirea referitoare la aparițiile scurte ale partenerului artistei. Criticul Fraser McAlpine, de la BBC Music, comentează ironic faptul că apa prezentă în videoclip „nu este un ocean, ci un lac format din cele mai pure lacrimi de divă”.

## Prezența în clasamente

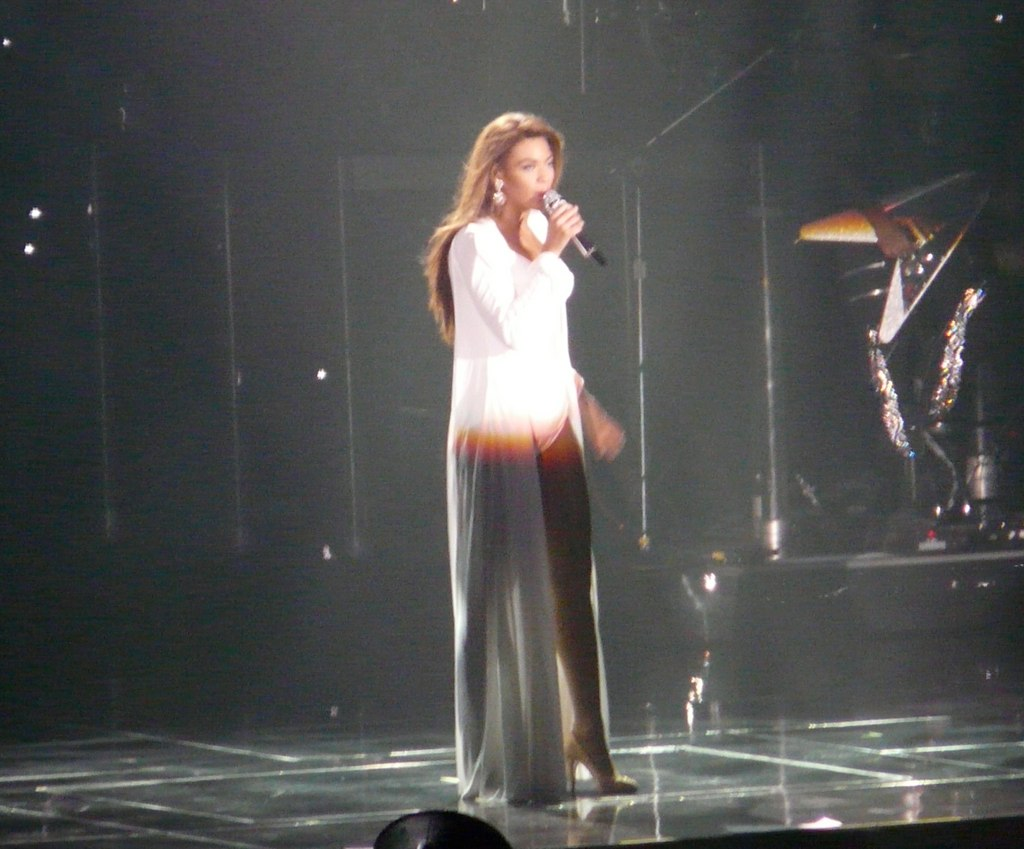
Beyoncé interpretând „Broken-Hearted Girl” la Antwerp în cadrul turneului mondial I Am... în 2009

Prima apariție a cântecului „Broken-Hearted Girl” într-un clasament muzical s-a produs în ierarhia australiană ARIA Singles Chart. Înregistrarea a debutat pe locul 28 datorită difuzărilor primite din partea posturilor de radio și mulțumită descărcărilor digitale. Două săptămâni mai târziu, piesa se poziționa pe locul 14, înainte de a-și începe declinul. În paralele cântecul a activat în lista celor mai bine vândute discuri single și în clasamentul compozițiilor de muzică R&B/hip-hop, unde a obținut treptele cu numerele 9 și, respectiv, 4. În ierarhia difuzărilor radio „Broken-Hearted Girl” a câștigat poziția cu numărul 24. Piesa a devenit cea mai slab plasată înregistrare lansată de pe albumul I Am... Sasha Fierce în clasamentele australiene, toate predecesoarele sale ocupând locuri în primele cinci trepte ale clasamentului național.
În Europa, „Broken-Hearted Girl” a înregistrat performanțe mai slabe față de reușitele precedentelor discuri. În Regatul Unit cântecul a debutat pe locul 56, avansând până pe locul 27 odată cu startul comercializării compact discurilor, în timp ce în Irlanda a câștigat poziția cu numărul 20. În Europa Continentală extrasul pe single a intrat doar într-un număr restrâns de clasamente, unde a avut o prezență în primele o sută de trepte ale ierarhiilor. În Cehia cântecul s-a bucurat de un mare succes, debutând pe locul 88 și urcând până pe locul 19 două săptămâni mai târziu, înregistrând un avans de șaptezeci și două de poziții. Odată cu promovarea în Austria, Elveția și Germania, compoziția a câștigat treapta cu numărul 37 în ierarhia europeană compilată de Billboard, câștigând o clasare superioară decât după lansarea în Regatul Unit. Cea mai bună prezență a cântecului a fost înregistrată în Portugalia (locul 5).. Piesa a obținut o clasare de top 40 în 12 țări.

## Clasamente
| Țară (clasament)            | Poziția maximă | Referință |
| --------------------------- | -------------- | --------- |
| Australia (ARIA)            | 14             | [ 12 ]    |
| Australia (Difuzări)        | 24             | [ 37 ]    |
| Australia (ARIA — „Urban”)  | 4              | [ 36 ]    |
| Austria (Ö3 Austria Top 40) | 38             | [ 12 ]    |
| Belgia — Flandra (Ultratop) | 57             | [ 44 ]    |
| Belgia — Valonia (Ultratop) | 49             | [ 44 ]    |
| Bulgaria (APC Charts)       | 15             | [ 12 ]    |
| Cehia (IFPI)                | 15             | [ 39 ]    |
| Croația (e!Hot)             | 33             | [ 41 ]    |
| Elveția (Media Control)     | 79             | [ 12 ]    |

| Țară (clasament)                      | Poziția maximă | Referință |
| ------------------------------------- | -------------- | --------- |
| Europa (Billboard — European Hot 100) | 37             | [ 42 ]    |
| Germania (Media Control)              | 14             | [ 45 ]    |
| Irlanda (IRMA)                        | 20             | [ 12 ]    |
| Macedonia (Antenna 5)                 | 15             | [ 40 ]    |
| Polonia (APC Charts)                  | 12             | [ 46 ]    |
| Portugalia (APC Charts)               | 5              | [ 12 ]    |
| Slovacia (IFPI)                       | 39             | [ 47 ]    |
| Regatul Unit (OCC — UK Singles Chart) | 27             | [ 12 ]    |
| Regatul Unit (OCC — UK R&B Chart)     | 12             | [ 48 ]    |
| Regatul Unit (OCC — Descărcări)       | 30             | [ 49 ]    |

## Versiuni oficiale
| - „Broken-Hearted Girl” (versiunea de pe album) - „Broken-Hearted Girl” (remix „Catalyst”) - „Broken-Hearted Girl” (editare radio realizată de Alan Braxe) - „Broken-Hearted Girl” (remix realizat de Gareth Wyn; versiunea 1) - „Broken-Hearted Girl” (remix realizat de Gareth Wyn; versiunea 2) | - „Broken-Hearted Girl” (remix realizat de Alan Braxe) - „Broken-Hearted Girl” (remix „Dub Remix” realizat de Alan Braxe) - „Broken-Hearted Girl” (remix realizat de Olli Collins și Fred Portelli) - „Broken-Hearted Girl” (editrare radio) - „Broken-Hearted Girl” (negativ) |

## Personal
- Sursa:[2]
- Voce/Suport vocal: Beyoncé Knowles;
- Textieri: Kenneth „Babyface” Edmonds, Mikkel S. Eriksen, Tor Erik Hermansen și Beyoncé Knowles;
- Producători: Stargate și Beyoncé Knowles;
- Înregistrat de: Mikkel S. Eriksen și  Jim Caruana (adițional) în studioul Roc The Mic din New York, New York;
- Instrumental: Mikkel S. Eriksen și Tor Erik Hermansen;
- Compilat de: Mark „Spike” Stent, asistat de Matt Green în studioul The Record Plant din Los Angeles, California.

## Datele lansărilor
| Țara         | Data              | Casa de discuri  | Format              | Referință |
| ------------ | ----------------- | ---------------- | ------------------- | --------- |
| Australia    | 28 august 2009    | Sony BMG         | Disc single         | [ 50 ]    |
| Franța       | 30 octombrie 2009 | Columbia Records | Descărcare digitală | [ 25 ]    |
| Germania     | 30 octombrie 2009 | Columbia Records | Descărcare digitală | [ 26 ]    |
| Irlanda      | 30 octombrie 2009 | Columbia Records | Descărcare digitală | [ 51 ]    |
| Regatul Unit | 2 noiembrie 2009  | RCA Records      | Disc single         | [ 11 ]    |
| Germania     | 20 noiembrie 2009 | Columbia Records | Disc single         | [ 10 ]    |